# Puno
Puno (nome ufficiale San Carlos de Puno) è una città peruviana di circa 120 000 abitanti sita sulla sponda occidentale del lago Titicaca. È capoluogo della regione omonima e della provincia omonima. Viene considerata la capitale peruviana del folclore.
L'economia locale è legata al porto commerciale ed al mercato del bestiame, come alla produzione di cereali, tabacco, oro, argento, rame e carbone.
A circa 50 km da Puno si trova il sito archeologico precolombiano di Jisk'a Iru Muqu, scoperto nel 1994.